# Peter Cornelius
Peter Cornelius, nemški skladatelj, pesnik in prevajalec, * 24. december 1824, Mainz, Nemčija, † 26. oktober 1874, Mainz.
Najbolj znano delo Petra Corneliusa je komična opera v dveh dejanjih Bagdadski brivec, ki je bila krstno uprizorjena 15. decembra 1858 v Weimarju, potem ko je v tem mestu živel med letoma 1852 in 1858. 
Opero so leta 1925 uprizorili tudi na odru Ljubljanske opere.